# Шико (округ)
Ши́ко (англ. Chicot County) — округ, расположенный в штате Арканзас, США с населением в 14 117 человек по статистическим данным переписи 2000 года. Столица округа находится в городе Лейк-Виллидж.
Округ был образован 25 октября 1823 года, став десятым по счёту округом Арканзаса, и получил своё название по имени поселения Пойнт-Шико на реке Миссисипи.

## География
По данным Бюро переписи населения США округ Шико имеет общую площадь в 1790 квадратных километров, из которых 1668 кв. километров занимает земля и 122 кв. километра — вода. Площадь водных ресурсов округа составляет 6,78 % от всей его площади.

### Соседние округа
- Дешей — север
- Вашингтон (Миссисипи) — восток
- Иссакуина (Миссисипи) — юго-восток
- Ист-Карролл (Луизиана) — юг
- Уэст-Карролл (Луизиана) — юго-запад
- Ашли — запад
- Дру — северо-запад

## Демография

Диаграмма распределения населения округа по возрастным категориям. Данные переписи 2000 года

По данным переписи населения 2000 года в округе проживало 14 117 человек, 3 643 семьи, насчитывалось 5 205 домашних хозяйств и 5 974 жилых дома. Средняя плотность населения составляла 8 человек на один квадратный километр. Расовый состав округа по данным переписи распределился следующим образом: 43,24 % белых, 53,96 % чёрных или афроамериканцев, 0,13 % коренных американцев, 0,40 % азиатов, 0,02 % выходцев с тихоокеанских островов, 0,85 % смешанных рас, 1,41 % — других народностей. Испано- и латиноамериканцы составили 2,88 % от всех жителей округа.
Из 5 205 домашних хозяйств в 31,70 % — воспитывали детей в возрасте до 18 лет, 43,70 % представляли собой совместно проживающие супружеские пары, в 22,00 % семей женщины проживали без мужей, 30,00 % не имели семей. 26,90 % от общего числа семей на момент переписи жили самостоятельно, при этом 13,00 % составили одинокие пожилые люди в возрасте 65 лет и старше. Средний размер домашнего хозяйства составил 2,58 человека, а средний размер семьи — 3,12 человека.
Население округа по возрастному диапазону по данным переписи 2000 года распределилось следующим образом: 27,50 % — жители младше 18 лет, 8,60 % — между 18 и 24 годами, 26,40 % — от 25 до 44 лет, 22,20 % — от 45 до 64 лет и 15,40 % — в возрасте 65 лет и старше. Средний возраст жителей округа составил 36 лет. На каждые 100 женщин в округе приходилось 94,20 мужчины, при этом на каждых сто женщин 18 лет и старше приходилось 89,90 мужчины также старше 18 лет.
Средний доход на одно домашнее хозяйство в округе составил 22 024 доллара США, а средний доход на одну семью в округе — 27 960 долларов. При этом мужчины имели средний доход в 25 899 долларов США в год против 17 115 долларов США среднегодового дохода у женщин. Доход на душу населения в округе составил 12 825 долларов США в год. 23,10 % от всего числа семей в округе и 28,60 % от всей численности населения находилось на момент переписи населения за чертой бедности, при этом 38,30 % из них были моложе 18 лет и 20,70 % — в возрасте 65 лет и старше.

## Главные автодороги
- US 65
- US 82
- US 165
- US 278
- AR 8
- AR 35
- AR 159

## Города
- Дермотт
- Лейк-Виллидж
- Юдора

## Политика
Округ Шико традиционно голосует за кандидатов от демократической партии. Джордж Мак-Говерн стал единственным кандидатом от демократов, проигравшим выборы в округе за всю историю выборов. На последних пяти президентских выборах кандидаты от республиканцев не набрали и 40 процентов от всех голосующих жителей округа Шико.